# اونه (کلمبیا)
اونه (انگلیسی: Une) نام شهری در کشور کلمبیا است.